# Lorna Moon
Lorna Moon, nata Nora Helen Wilson Low (Strichen, 16 giugno 1886 – Albuquerque, 1º maggio 1930), è stata una scrittrice e sceneggiatrice scozzese.

## Filmografia
- Mezza pagina d'amore (Don't Tell Everything), regia di Sam Wood (1921)
- Too Much Wife, regia di Thomas N. Heffron (1922)
- Un sogno d'amore (Her Husband's Trademark), regia di Sam Wood (1922)
- Ebb Tide, regia di George Melford (1922)
- Music-Hall (Upstage), regia di Monta Bell (1926)
- Women Love Diamonds, regia di Edmund Goulding (1927)
- Mister Wu (Mr. Wu), regia di William Nigh (1927)
- Sigari e sigarette, signori (After Midnight), regia di Monta Bell (1927)
- Anna Karenina (Love), regia di Edmund Goulding (1927)
- Castigo (Min and Bill), regia di George W. Hill (1930)
- La fruta amarga, regia di Arthur Gregor, José López Rubio (1931)